# Gino Cauchi
Gino Cauchi (né le 25 janvier 1968 à Paola) est un journaliste devenu homme politique maltais.

## Carrière
En tant que journalisme
Cauchi fait une carrière de journaliste à Public Broadcasting Authortity, la télévision publique, de 1985 à 2000. Il commente le concours Eurovision en 1997 et en 1998 pour TVM. Entre 2000 et 2005, il est producteur de One Productions. Il travaille ensuite à Super One Radio et à Super One TV avant d'en être le présentateur vedette en 2000.
En tant qu'homme politique
Cauchi s'engage avec les jeunes du Parti travailliste dans le comité de Santa Luċija. De 1995 à 1998, il est maire de Pembroke. Il est ensuite secrétaire à l'Éducation et président par intérim du comité local de Pembroke. D'abord contestataire au sein de son parti, il conçoit le programme social et économique travailliste. Le 31 octobre 2008, Cauchi devient membre du Parlement après le décès de Karl Chircop.

## Source de la traduction
- (en) Cet article est partiellement ou en totalité issu de l’article de Wikipédia en anglais intitulé « Gino Cauchi » (voir la liste des auteurs).